# Даніель Горчічка
Даніель Горчічка відомий як Сінапіус-Горчічка (чеськ. Daniel Sinapius-Horčička; 3 серпня 1640, Сучани, Королівство Угорщина — 27 грудня 1688, Левоча, Сучани, Королівство Угорщина) — словацько-чеський письменник, поет, драматург, композитор духовної музики бароко, протестантський священик.

## Біографія
Син проповідника. Навчався в Левочі і Університеті Мартіна Лютера (Німеччина), служив проповідником і директором (ректором) шкіл в кількох словацьких містах.
У 1673 році, під час гонінь на протестантів, Горчічка був вигнаний з Угорського королівства. Відправився зі своєю сім'єю в Сілезію. Після повернення на батьківщину в 1683 році, оселився в Левочі. Служив настоятелем євангельської церкви, шкільним інспектором, коректором книг, виданих на словацькій мові.
У XVII столітті Горчічка, євангелічний проповідник і письменник, вперше підняв голос на захист самобутності словацької культури. У 1678 році він видав свою працю «Новий базар латино-словацький» («Neoforum latino-slovenicum»), в якому є збірник (30 декурій) словацьких народних прислів'їв. У передмові до збірки прислів'їв і афоризмів Горчічка висловлює думку, що словацька мова — давня мова, споріднена і рівноправна іншим слов'янським мовам.
Горчічка рішуче засуджував тих, хто відрікався від рідної мови і народу.

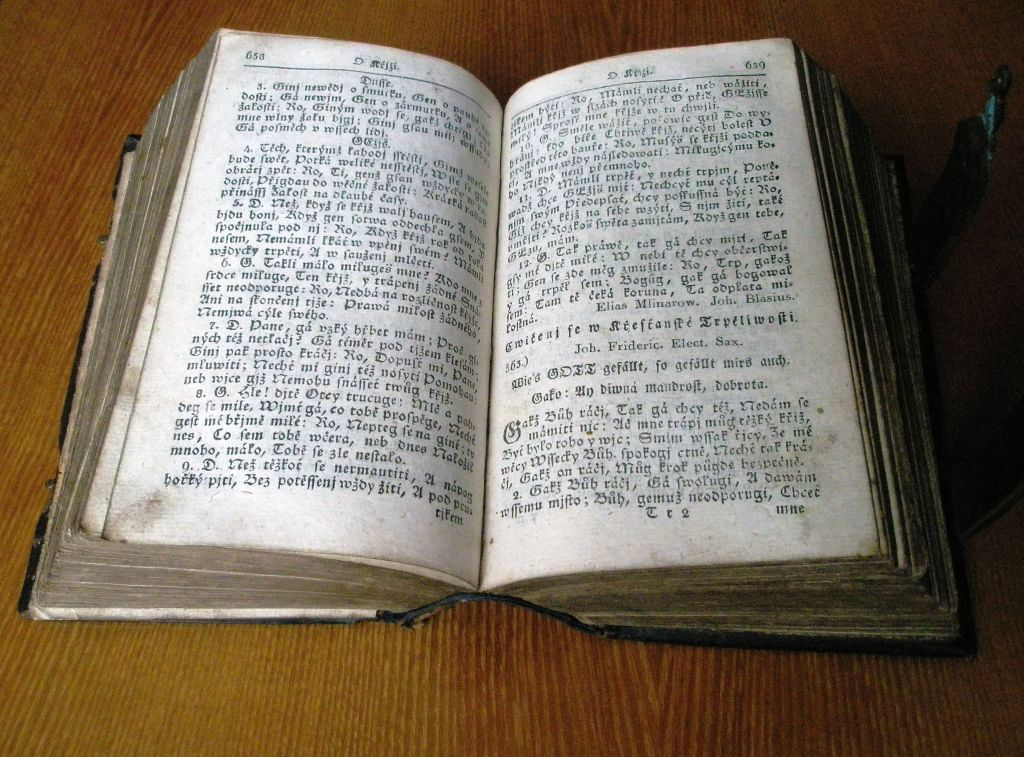
Книга Горчічки Cithara Sanctorum, видання 1828

## Вибрані твори
- Plesanie neba a zeme (лат. Plausus poli et soli) (1660)
- Zahradka dušičky pobožné (лат. ortulus animae piae) (1676)
- Nový trh latinsko-slovenský (лат. Neo-forum Latino-Slavonicum) (1678)
- Osud verný vo svete duše (лат. Sors fidelis in mundo animae) (1679)
- Nestálosť vidiečanovej forúny (лат. Fortunae inconstantia in rustico) (1681)
- Trojnásobný bič božieho hnevu (Flagellum irae divinae triplex) (1681)
- Pocta Bojanovu (Coelum Bojanoviense) (1682)
- Perlička dítek božích (1683)
- Cithara sanctorum (1684)
  - Těžká búrka již povstává
  - Smrt jest nestydatá obluda
  - O milá nevinnosť, jak si potupená
- Orbis pictus (1685)
- Hainov dom — zarmútený Nain (Domus Hain — moesta Nain) (1686)
- Jádro všech modliteb v nemnohých slovích obsažené… (1703)